# L. Juhász Ilona
L. Juhász Ilona (Rozsnyó, 1960. március 18. –) néprajzkutató, a komáromi Etnológiai Központ tudományos kutatója.

## Élete
1979-ben szülővárosában Rozsnyón érettségizett, majd 1981-ben Pozsonyban népművelésből szakérettségizett. 2004-ben a Debreceni Egyetemen néprajzból szerzett oklevelet, ugyanott doktorált 2006-ban (néprajz és kulturális antropológiai tudományok). 1990–1994 között az Érsekújvári Múzeum, 1994–1997 között pedig a komáromi Duna Menti Múzeum munkatársa volt. 1997-től a Fórum Kisebbségkutató Intézet komáromi Etnológiai Központjának dokumentátora és bibliográfusa, majd etnológusa.
Szlovákiai magyar néprajzi bibliográfiái 1995-től kezdődően eddig hét kötetben jelentek meg. 1991-1999 között a Cseh(szlovákiai) Magyar Néprajzi Társaság titkára, illetve szerkesztője volt a társaság Hírharang című tájékoztatójának, valamint az Utánpótlás és Adattári Közlemények című kiadványoknak. Jelenleg az Etnológiai Központ Acta Ethnologica Danubiana című évkönyvének szerkesztő munkatársa.
Tudományos érdeklődése elsősorban a temetkezési szokások és a temetőkultúra, valamint a nemzeti szimbólumok, emlékjelek, a szokásváltozások és az interetnikus kapcsolatok problémaköreire összpontosul.

## Elismerései
- 2006. évi publikációs tevékenységért Szlovákia Néprajzi Társasága 3. díjban részesítette a Szakrális kisemlékeink c. kötetért
- 2007-től a Magyar Néprajzi Társaság külföldi tiszteletbeli tagja.
- 2009 a Komáromi Zsidó Hitközség Kehila Haver-díja
- 2011 Györffy István Emlékérem
- 2013 Arany János Kiemelkedő Tudományos Teljesítmény díj
- 2014 a Magyar Szemiotikai Társaság Jelismervény díja
- 2016 Jedlik Ányos-díj[1]
- 2020 Turczel Lajos-díj[2]

## Művei
- 2002 Rudna I. Temetkezési szokások és a temetőkultúra változásai a 20. században.
- 2005 Fába róva, földbe ütve... - A kopjafák/emlékoszlopok mint a szimbolikus térfoglalás eszközei a szlovákiai magyaroknál
- 2006 Szakrális kisemlékeink. Somorja. (tsz. Liszka József)
- 2010 Neveitek e márványlapon... A háború jelei. Adalékok a világháborús emlékjelek etnológiai értelmezéséhez.
- 2011 Rítusok, jelek, szimbólumok. Tanulmányok az összehasonlító folklorisztika köréből.
- 2013 A harmincnégyes kőnél... Haláljelek és halálhelyjelek az utak mentén.
- 2014 Szakrális kisemlékek mint a két világháború emlékjelei Dél-Szlovákiában. In: Musaeum Hungaricum 5 - A szlovákiai magyarság tárgyi emlékei és ezek múzeumi dokumentációja című konferencia tanulmánykötete. Danter Izabella szerk. Boldogfa, 115–124.
- 2014 Emlékezés és emlékeztetés. A Soá emlékjelei Szlovákiában – különös tekintettel az 1938-ban visszacsatolt területekre. In: Magyar holokauszt 70. Veszteségek és felelősségek. Babits Antal szerk. Budapest, 83–147.
- 2014 A Károly király gyermeknyaraltatási akciói 1918 nyarán – 1. Osztrák gyerekek a mai Szlovákia magyarlakta területein. A korabeli sajtóhírek alapján. Fórum Társadalomtudományi Szemle 16/ 2, 71–101.
- 2014 A Károly király gyermeknyaraltatási akciói 1918 nyarán – 2. Magyarországi gyerekek nyaralása Ausztriában. A korabeli sajtóhírek alapján. Fórum Társadalomtudományi Szemle 16/ 3, 123–145.
- 2014 Adalékok a női divat újításainak korabeli társadalmi megítéléséhez – különös tekintettel a rövid haj (bubifrizura) fogadtatására a 20. század első felében. In: Nőképek kisebbségben - Tanulmányok a kisebbségben (is) élő nőkről. Bolemant Lilla szerk. Pozsony, 91–96.
- 2014 Az első világháború hatása a húsvéti ünnepkörre - Adalékok a korabeli sajtóból. Híd 78/ 6, 100–110.
- 2015 Amikor mindenki a háborús állapotok igája alatt roskadoz... Erdélyi menekültek a mai Szlovákia területén. Adalékok az első világháborús migráció történetéhez; Fórum Kisebbségkutató Intézet, Somorja– Komárom, 2015 (Notitia historico-ethnologica)
- 2015 Örök mementó. A holokauszt emlékjelei Dél-Szlovákiában. Dunaszerdahely: Vámbéry Polgári Társulás
- 2023 Ruszkik, haza! : Adalékok Csehszlovákia 1968-as katonai megszállása szlovákiai magyar emlékezetéhez. Somorja–Komárom, Fórum Kisebbségkutató Intézet